# Viabon
Viabon foi uma comuna francesa na região administrativa do Centro, no departamento Eure-et-Loir. Estendia-se por uma área de 36,5 km². Em 2010 a comuna tinha 1 259 habitantes (densidade: 34,5 hab./km²).
Em 1 de janeiro de 2016, passou a formar parte da nova comuna de Éole-en-Beauce.